# Musopen
Musopen（ミューズオープン）とは、パブリックドメインの録音と楽譜の電子図書館である。アーロン・ダンが2005年に立ち上げた。「set music free」をスローガンに著作権制限無しに音楽を公共に提供することを目的としている。
2008年、新たに委託されたベートーヴェンのピアノソナタ32曲をパブリックドメインとして掲載した。
2010年、より多くのレパートリーの録音の委託を受けるためKickstarterを通して募金活動を行い、当初の目標11,000ドルの6倍となる計68,359ドルを集めた。2012年7月、Musopenは録音の編集を完了したと発表し、オーディオファイルはインターネットアーカイブにアップロードされた。音楽の最新リストが発表されたのは翌8月のことだった。

## 参照
- 音楽史
- インターネットアーカイブ